# Lješnica (Bijelo Polje)
Pour les articles homonymes, voir Lješnica.
Lješnica (en serbe cyrillique: Љешница) est un village du nord-est du Monténégro, dans la municipalité de Bijelo Polje.

## Démographie

### Évolution historique de la population[1]
| 1948 | 1953 | 1961 | 1971 | 1981  | 1991  | 2003  |
| ---- | ---- | ---- | ---- | ----- | ----- | ----- |
| 537  | 596  | 762  | 991  | 1 170 | 1 105 | 1 270 |